# Andamanenspecht
De Andamanenspecht (Dryocopus hodgei) is een vogel uit de familie der Picidae (Spechten).

## Verspreiding en leefgebied
Deze soort is endemisch op de Andamanen, een eilandengroep in de Golf van Bengalen.